# Phan Văn Đức
Phan Văn Đức (sinh ngày 11 tháng 4 năm 1996) là một cầu thủ bóng đá chuyên nghiệp người Việt Nam hiện đang là chơi ở vị trí tiền vệ cánh cho câu lạc bộ Công an Hà Nội và đội tuyển quốc gia Việt Nam.

## Tiểu sử
Phan Văn Đức sinh ra ở huyện Yên Thành, tỉnh Nghệ An. Tuổi thơ khó khăn nhưng Đức vẫn nuôi đam mê bóng đá. Có năng khiếu nên thông qua các giải trẻ ở làng xã, Đức nổi lên và được "lò" Sông Lam chiêu mộ.

## Sự nghiệp trẻ

### Đội trẻ Sông Lam Nghệ An
Năm 2007, trong màu áo đội Nhi đồng Yên Thành, Phan Văn Đức là người ghi bàn trong trận chung kết gặp huyện Đô Lương nhưng đành chấp nhận ngôi Á quân của giải. Nhưng nhờ thi đấu thành công nên Văn Đức được các tuyển trạch viên của câu lạc bộ Sông Lam Nghệ An tới nhà đặt vấn đề đưa đi đào tạo.
Ở vòng chung kết Giải bóng đá vô địch U-17 quốc gia 2012 diễn ra tại Huế, Văn Đức đá cặp với Hồ Tuấn Tài trên hàng công của đội U-17 Sông Lam Nghệ An. Kết thúc giải, anh ghi tổng cộng 3 bàn thắng góp công lớn trong chức vô địch của Sông Lam Nghệ An.
Hai năm sau, một lần nữa Phan Văn Đức góp mặt trong thành phần U-19 SLNA đoạt ngôi Á quân toàn quốc.
Cuối năm 2016, Văn Đức đã được bổ sung cho U-21 SLNA đá giải quốc gia. Văn Đức là người ghi bàn duy nhất, giúp U-21 SLNA đánh bại U-21 FLC Thanh Hóa trong trận đấu mở màn của giải.

## Sự nghiệp câu lạc bộ

### Công an nhân dân
Trong mùa giải đầu tiên tham dự giải Hạng Nhất 2015, câu lạc bộ Công an nhân dân quyết định bổ sung nhiều cầu thủ thuộc tuyển trẻ của các đội, chủ yếu đến từ các câu lạc bộ Sông Lam Nghệ An, Hà Nội, Viettel,... Cùng với những Phạm Xuân Mạnh, Lê Mạnh Dũng thì Văn Đức cũng nằm trong số các cầu thủ được chọn để ra Hà Nội thi đấu cho Công An Nhân Dân tại giải hạng Nhất 2015.

### Sông Lam Nghệ An
Văn Đức lên đội một của Sông Lam Nghệ An từ mùa giải 2016. Càng bất ngờ hơn, ngay trong trận đấu đầu tiên của mùa giải, huấn luyện viên Ngô Quang Trường đã xếp tiền vệ này đá chính. Trong số các nhân tố trẻ được đôn lên từ mùa giải 2016, Văn Đức là cầu thủ được ra sân nhiều nhất.
Mùa bóng 2017, Phan Văn Đức gây ấn tượng trong cả mùa với 4 bàn thắng tại V.League, 4 bàn thắng tại Cúp Quốc gia cùng nhiều pha kiến tạo. Tại Cúp quốc gia 2017, với hai bàn thắng trong trận chung kết lượt về trước Bình Dương, Phan Văn Đức đã trở thành người hùng giúp SLNA vô địch với chiến thắng ấn tượng 5-1. 
Tại mùa giải 2018, Phan Văn Đức tiếp tục tỏa sáng và đã có tới 9 pha lập công, 2 đường kiến tạo cho đội bóng xứ Nghệ, giúp SLNA tái lập kỷ lục 8 trận thắng liên tiếp.

### Công an Hà Nội
Năm 2023, Phan Văn Đức quay lại đội bóng cũ đã chuyển giao thành Công an Hà Nội, nhưng thi đấu vài trận thì bị chấn thương và phải nghỉ thi đấu đến 9 tháng.

## Sự nghiệp quốc tế
Chơi xuất sắc ở một số giải trẻ, Văn Đức được gọi vào U-19 Việt Nam tham dự nhiều giải đấu trong năm 2013, 2014 trong đó có giải vô địch U-19 Đông Nam Á 2014 được tổ chức ở Hà Nội và giải U-19 châu Á 2014 diễn ra tại Myanmar.
Phải đến giải vô địch U-23 châu Á 2018, Văn Đức mới được triệu tập vào tuyển U-23 Việt Nam và là người tập trung muộn nhất bằng tấm vé vớt sau màn trình diễn vô cùng ấn tượng của Văn Đức ở giải U-21 quốc tế Báo Thanh Niên 2017 tại Cần Thơ trong vai trò tiền vệ trái cùng U-21 Tuyển chọn Việt Nam giành ngôi Á Quân.
Tại giải AFF Cup 2018, Văn Đức là cầu thủ có số pha kiến tạo nhiều nhất với 4 lần, cùng 2 bàn thắng cho tuyển Việt Nam. Bên cạnh đó, pha ghi bàn ấn định chiến thắng 3-0  trước Campuchia ở vòng bảng giúp Văn Đức giành giải "Bàn thắng đẹp nhất AFF Cup 2018".
Tại vòng loại thứ 3 World Cup, anh có một bàn thắng trong trận thắng 3-1 trước Trung Quốc vào ngày 1 tháng 2 năm 2022.

## Thống kê sự nghiệp

### Quốc tế
Tính đến ngày 27 tháng 9 năm 2022
| Đội      | Năm       | Số trận | Bàn thắng |
| -------- | --------- | ------- | --------- |
| Việt Nam | 2018      | 9       | 2         |
| Việt Nam | 2019      | 5       | 0         |
| Việt Nam | 2021      | 15      | 1         |
| Việt Nam | 2022      | 5       | 2         |
| Việt Nam | Tổng cộng | 34      | 5         |

### Bàn thắng quốc tế
Bàn thắng của đội tuyển quốc gia Việt Nam được liệt kê trước.
| #  | Ngày                 | Địa điểm                                                 | Đối thủ     | Bàn thắng | Kết quả | Giải đấu                 |
| -- | -------------------- | -------------------------------------------------------- | ----------- | --------- | ------- | ------------------------ |
| 1. | 24 tháng 11 năm 2018 | Sân vận động Hàng Đẫy, Hà Nội, Việt Nam                  | Campuchia   | 3–0       | 3–0     | AFF Cup 2018             |
| 2. | 2 tháng 12 năm 2018  | Sân vận động Panaad, Bacolod, Philippines                | Philippines | 2–1       | 2–1     | AFF Cup 2018             |
| 3. | 6 tháng 12 năm 2021  | Sân vận động Bishan, Bishan, Singapore                   | Lào         | 2–0       | 2–0     | AFF Cup 2020             |
| 4. | 1 tháng 2 năm 2022   | Sân vận động Quốc gia Mỹ Đình, Hà Nội, Việt Nam          | Trung Quốc  | 3–0       | 3–1     | Vòng loại World Cup 2022 |
| 5. | 27 tháng 9 năm 2022  | Sân vận động Thống Nhất, Thành phố Hồ Chí Minh, Việt Nam | Ấn Độ       | 1–0       | 3–0     | Giải Hưng Thịnh 2022     |

## Danh hiệu

### Câu lạc bộ
Đội trẻ Sông Lam Nghệ An
- Giải bóng đá U-17 quốc gia: 2012
- Giải bóng đá U-19 quốc gia: 2014
- Giải bóng đá U-21 quốc gia: 2017

Sông Lam Nghệ An
- Cúp Quốc gia: 2017

Công an Hà Nội
- V.League 1: 2023
- Cúp Quốc gia: 2024–25
- Siêu cúp Quốc gia: 2025

### Quốc tế
U-21 Việt Nam
- Á quân Giải bóng đá U-21 Quốc tế Báo Thanh niên: 2017

U-23 Việt Nam
- Á quân Giải vô địch bóng đá U-23 châu Á: 2018

Việt Nam
- AFF Cup: 2018; Á quân: 2022
- VFF Cup: 2022

### Cá nhân
- Vua phá lưới Giải bóng đá U-21 quốc gia: 2017
- Đội hình tiêu biểu Giải bóng đá U-21 quốc gia: 2017
- Quả bóng đồng Việt Nam: 2018
- Cầu thủ trẻ xuất sắc nhất câu lạc bộ: 2018
- Bàn thắng đẹp nhất AFF Cup: 2018